# Joël Suter
Joël Suter (Frutigen, 25 ottobre 1998) è un ciclista su strada svizzero che corre per la Tudor Pro Cycling Team; è professionista dal 2020.

## Palmarès
- 2022 (UAE Emirates, una vittoria)

Campionati svizzeri, Prova a cronometro
- 2023 (Tudor Pro Cycling Team, una vittoria)

3ª tappa Giro di Sicilia (Enna > Termini Imerese)

### Altri successi
- 2019 (Akros-Thömus)

2ª tappa Tour de l'Avenir (Eymet > Bergerac, cronosquadre)

## Piazzamenti

### Classiche monumento
- Liegi-Bastogne-Liegi

2021: ritirato
- Giro delle Fiandre

2020: 110º

### Competizioni mondiali
- Campionati del mondo

Yorkshire 2019 - Staffetta mista: 6º
Yorkshire 2019 - In linea Under-23: 45º

### Competizioni europee
- Campionati europei:

Plouay 2020 - In linea Elite: 50º